# Rhinobatos jimbaranensis
Rhinobatos jimbaranensis és un peix de la família dels rinobàtids i de l'ordre dels rajiformes.

## Morfologia
Pot arribar als 93 cm de llargària total en el cas de les femelles i als 82 en el dels mascles.

## Distribució geogràfica
Es troba a les costes de Bali (Indonèsia).